# Kuklicze
Kuklicze (biał. Куклічы; ros. Кукличи) – wieś na Białorusi, w obwodzie grodzieńskim, w rejonie świsłockim, w sielsowiecie Chaniewicze.
W latach 1940–1961 siedziba sielsowietu Kuklicze.
W dwudziestoleciu międzywojennym miejscowość leżała w Polsce, w województwie białostockim, w powiecie wołkowyskim, w gminie Łysków. 16 października 1933 utworzyła gromadę w gminie Łysków. Po II wojnie światowej weszła w struktury ZSRR.